# イグアナの夜
『イグアナの夜』（イグアナのよる、The Night of the Iguana）は、1964年のアメリカ合衆国のドラマ映画。テネシー・ウィリアムズの同名戯曲を原作としている。監督はジョン・ヒューストン。主演はリチャード・バートン、エヴァ・ガードナー、デボラ・カー、スー・リオン。
第37回アカデミー賞にて、衣装デザイン賞を受賞した。

## あらすじ
夏休み、とあるミッション・カレッジの女性教師の一団がメキシコを旅する。母親によってこの一団に加えられたシャーロットは、元牧師のガイド・シャノンと恋に落ちる。お目付け役のフェローズは、2人の動向を知り、旅行社へ報告すると脅しをかける。
困り果てたシャノンは旅行先をとある旅館へ変更するも、その経営者は死亡していた。事情を知った女主人マクシーンの同情むなしく、シャノンは旅行社を解雇される。シャノンと別れたシャーロットは、バスの運転手ハンクに惹かれ、今度はハンクがグループを率いることとなる。
一方、シャノンは傷心のところを祖父とともにこの地を訪れた画家のハンナと出会って癒される。
マクシーンはシャノンのことを愛していたものの、2人の仲を知り、宿を譲ろうとする。だが、ハンナはマクシーンとシャノンの関係を理解し、故郷へと足を進める。

## キャスト
※括弧内は日本語吹替（初回放送1970年10月4日『日曜洋画劇場』）
- T・ローレンス・シャノン牧師：リチャード・バートン（井川比佐志）
- マクシーン・フォーク：エヴァ・ガードナー（翠準子）
- ハンナ・イェルケス：デボラ・カー（水城蘭子）
- シャーロット・グッドール：スー・リオン（上田みゆき）
- ハンク・プロスナー：スキップ・ウォード（仲村秀生）
- ジュディス・フェローズ：グレイソン・ホール
- ハンナの祖父：シリル・デレバンティ

## スタッフ
- 監督：ジョン・ヒューストン
- 製作：レイ・スターク
- 原作：テネシー・ウィリアムズ
- 脚本：アンソニー・ヴェイラー、ジョン・ヒューストン
- 撮影：ガブリエル・フィゲロア
- 音楽：ベンジャミン・フランケル

## 受賞歴
| 賞                             | 部門                 | 対象                     | 結果       |
| ------------------------------ | -------------------- | ------------------------ | ---------- |
| 第37回アカデミー賞             | 助演女優賞           | グレイソン・ホール       | ノミネート |
| 第37回アカデミー賞             | 美術賞 (白黒部門)    | スティーヴン・グライムズ | ノミネート |
| 第37回アカデミー賞             | 撮影賞 (白黒部門)    | ガブリエル・フィゲロア   | ノミネート |
| 第37回アカデミー賞             | 衣裳デザイン賞       | ドロシー・ジーキンス     | 受賞       |
| 英国アカデミー賞               | 主演女優賞           | エヴァ・ガードナー       | ノミネート |
| ゴールデングローブ賞           | 映画部門 作品賞      | N/A                      | ノミネート |
| ゴールデングローブ賞           | 映画部門 主演女優賞  | エヴァ・ガードナー       | ノミネート |
| ゴールデングローブ賞           | 映画部門 助演男優賞  | シリル・デレバンティ     | ノミネート |
| ゴールデングローブ賞           | 映画部門 助演女優賞  | グレイソン・ホール       | ノミネート |
| ゴールデングローブ賞           | 映画部門 監督賞      | ジョン・ヒューストン     | ノミネート |
| サン・セバスティアン国際映画祭 | シルバーシェル女優賞 | エヴァ・ガードナー       | 受賞       |